# 17354 Matrosov
17354 Matrosov (1977 EU1) là một tiểu hành tinh vành đai chính được phát hiện ngày 13 tháng 3 năm 1977 bởi N. S. Chernykh ở Đài vật lý thiên văn Crimean.